# Аллабердыев, Ахмет
Ахмет Аллабердыев (туркм. Ahmet Allaberdyýew; 5 мая 1925, Байрач, Тагтабазарский этрап, Мервский округ, Туркменская ССР, СССР) — пулеметчик 471-го стрелкового полка 73-й стрелковой дивизии 48-й армии 2-го Белорусского фронта, старший сержант.

## Биография
Родился 5 мая 1925 года в селе Байрач, ныне Тагтабазарского этрапа Марыйского велаята Туркмении, в семье туркменского крестьянина. Член КПСС с 1966 года. Жил с родителями в совхозе Актурган (Узбекистан).

### Период войны
На начало Великой Отечественной войны Ахмету было 16 лет, он учился в школе. В январе 1943 года был призван в Красную Армию и направлен в запасной полк на Дальнем Востоке, где был назначен подносчиком. Первый бой принял на Сталинградском фронте, через месяц получил контузию. Из госпиталя выписался только летом 1943 года. С маршевой ротой прибыл в 73-ю стрелковую дивизию, которая занимала оборону на Курском выступе. Во время оборонительных боев в начале июля был вторично сильно контужен, и опять оказался в госпитале. На этот раз, не долечившись, убежал из госпиталя и догнал свою часть на правом берегу Днепра.
21 февраля 1944 года пулеметная рота 471-го стрелкового полка отражала мощную атаку противника у деревни Почанцы (Светлогорского района Гомельской области). В критическую минуту боя доставил к умолкнувшему пулемету 5 коробок с патронами, заменил наводчика и уничтожил более 20 солдат и офицеров противника
Приказом командира 73-й стрелковой дивизии от 7 марта 1944 года за проявленные в бою мужество и отвагу награждён орденом Славы 3-й степени (№ 33603).
27 июля 1944 года при отражении вражеской контратаки близ населенного пункта Ляхи (Польша) проявил исключительное мужество и боевое мастерство. Выдвинувшись с пулеметом на фланг противника, кинжальным огнём отрезал вражескую пехоту от танков, убив при этом около 50 солдат противника, подавил две огневые точки. Танки, оставшиеся без пехотного прикрытия, попали под огонь артиллерии…Приказом от 18 августа 1944 года за проявленные в бою мужество и отвагу был награждён орденом славы 2-й степени (№ 7831).
При форсировании Вислы одним из первых переправился на западный берег и стойко оборонялся на захваченном плацдарме, за что получил орден Красного знамени.
15 октября в районе населенного пункта Натюрки-Бутне Варшавского воеводства противник восемь раз пытался отбросить советских воинов и восстановить положение. Но каждый раз, понеся большие потери, откатывался. К этому времени, уже став командиром пулеметного расчета, старший сержант Аллабердыев Ахмет в этом бою уничтожил до 40 немецких солдат. Командир полка представил его к ордену Славы 1-й степени.
В одном из боев на территории Польши и Восточной Пруссии проник в тыл противника и подавил его огневые средства на пути продвижения полка, уничтожив вражескую минометную батарею и несколько пулеметных точек. За этот подвиг был награждён вторым орденом Красного знамени.
Указом Президиума Верховного Совета СССР от 10 апреля 1945 года за образцовое выполнение заданий командования и проявленные отвагу и мужество награждён орденом славы 1-й степени (№ 161). Стал полным кавалером ордена Славы.
Боевой путь закончил под Кёнигсбергом в 1945 году.

### После победы
Вернувшись на родину, работал поливальщиком хлопковых полей в совхозе имени Энгельса Тагта-Базарского района Туркменской ССР. В 1966 году награждён медалью ВДНХ за высокие урожаи хлопка. Был депутатом сельского совета села Байрач. Живёт в поселке Тагтабазар.

### Награды
- Орден Славы III степени (07.03.1944)
- Орден Славы II степени (18.08.1944)
- Орден Славы I степени (10.04.1945)
- 2 ордена Красного Знамени
- Орден Отечественной войны I степени
- Медаль "За взятие Кёнигсберга"
- Медаль "За победу над Германией в Великой Отечественной войне 1941-1945 гг."
- Медаль "Двадцать лет победы в Великой Отечественной войне 1941—1945 гг."
- Знак «25 лет победы в Великой Отечественной войне»
- Медаль "Тридцать лет Победы в Великой Отечественной войне 1941-1945 гг."
- Медаль "Сорок лет Победы в Великой Отечественной войне 1941-1945 гг."
- Медаль "50 лет Победы в Великой Отечественной войне 1941—1945 гг"
- Медаль "60 лет Победы в Великой Отечественной войне 1941—1945"
- Медаль "65 лет Победы в Великой Отечественной войне 1941—1945"
- Медаль "70 лет Победы в Великой Отечественной войне 1941—1945"
- Медаль "75 лет Победы в Великой Отечественной войне 1941—1945"
- Медаль "50 лет Вооружённых Сил СССР"
- Медаль "60 лет Вооружённых Сил СССР"
- Медаль "70 лет "Вооружённых Сил СССР"
- Медаль "В ознаменование 100-летия со дня рождения Владимира Ильича Ленина"
- Медаль "Ветеран труда"
- Медаль ВДНХ